# Eilema subrosea
Eilema subrosea là một loài bướm đêm thuộc phân họ Arctiinae, họ Erebidae.